# Jack Warner (Fußballfunktionär)

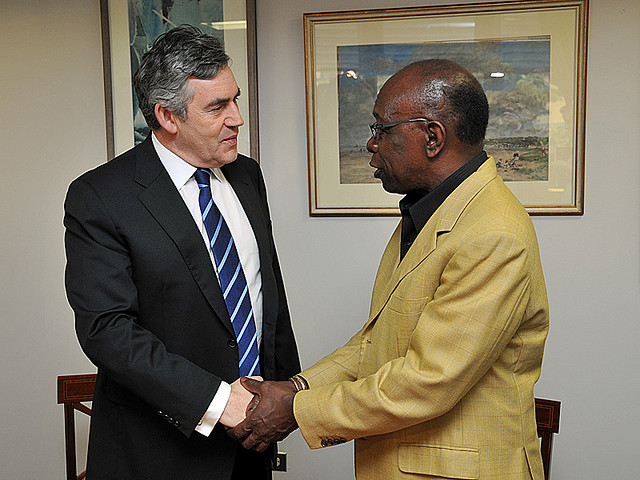
Jack Warner (r.) mit dem britischen Premierminister Gordon Brown (2009)

Austin „Jack“ Warner (* 26. Januar 1943 in Rio Claro) ist ein trinidadischer Geschäftsmann und Politiker. Er war bis 2011 FIFA-Vize-Präsident, CONCACAF-Präsident und Präsident der Caribbean Football Union. Warner war ab 2010 Minister für Arbeit und Verkehr und ab 2012 für Nationale Sicherheit und Mitglied des trinidadischen Parlamentes. Er trat im April 2013 als Minister zurück.

## Leben

### Frühe Jahre
Warner wurde in Rio Claro geboren, der größten Stadt im Südosten von Trinidad. Er wuchs gemeinsam mit seiner alleinerziehenden Mutter, drei Brüdern und drei Schwestern auf. Eigenen Angaben zufolge absolvierte er 1963 bis 1966 das Mausica Teachers Training College und studierte von 1966 bis 1969 an der University of the West Indies sowie 1970 am Institute of International Relations. Von 1971 bis 1972 war Warner Lehrer an einer weiterbildenden Schule in Sangre Grande, parallel dazu unterrichtete er Soziologie an der University of the West Indies. Von 1972 bis 1993 war er Lehrer in der Erwachsenenbildung an einer Abendschule in Port of Spain.

### Karriere als Fußballfunktionär

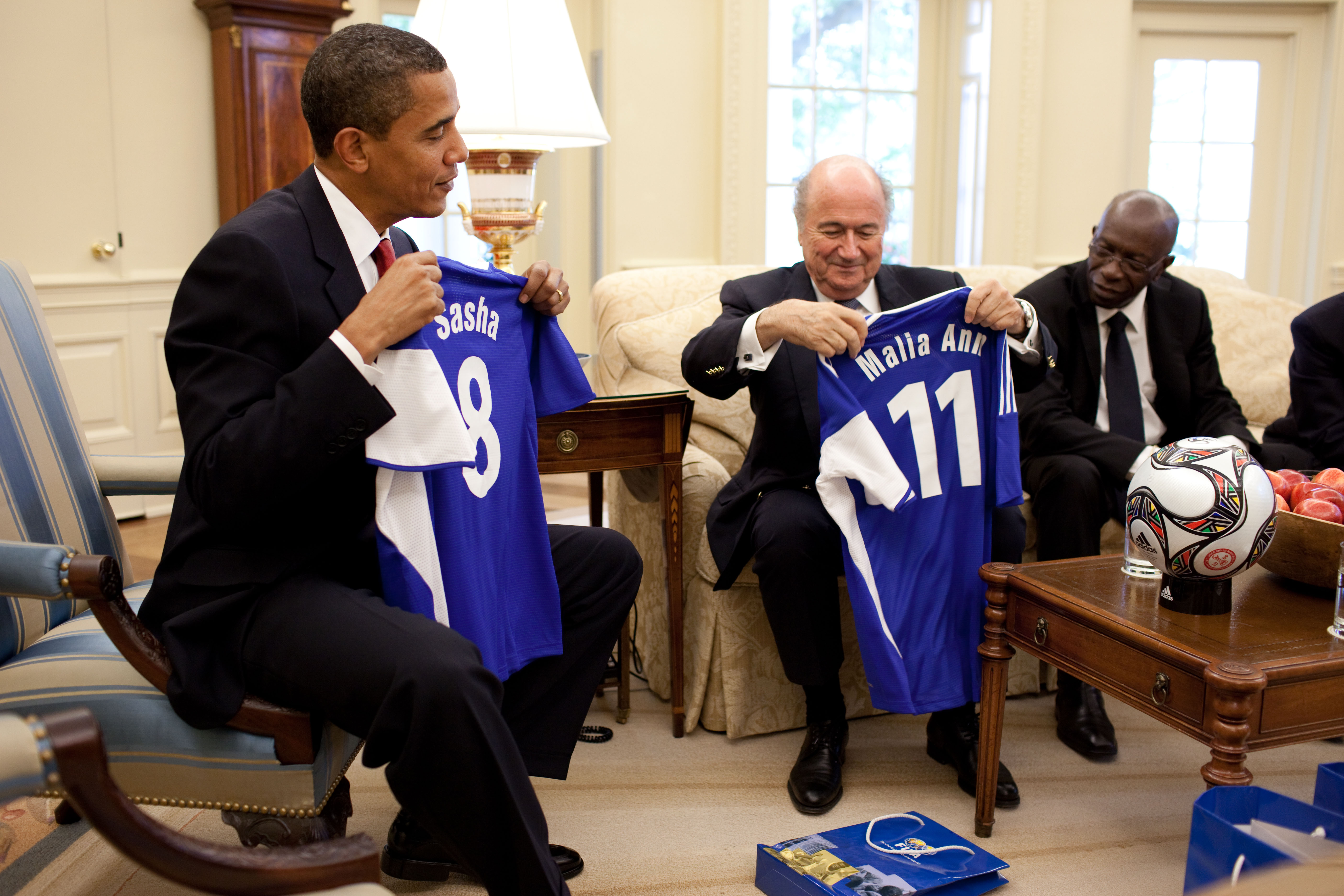
Warner (rechts) mit dem amerikanischen Präsidenten Barack Obama (links) und FIFA-Präsident Sepp Blatter (Mitte)

1966 wurde Warner General Secretary of the Central Football Association und von 1971 bis 1973 General Secretary of the Central St. George Football Association.
Ab 1973 arbeitete er ehrenamtlich als Sekretär bei der Trinidad and Tobago Football Federation (TTFF). 1990 wurde er zum Präsidenten der Caribbean Football Union ernannt, dadurch gab er seinen Posten bei der TTFF auf, blieb aber weiterhin dem Verband als Berater erhalten.
1983 wurde Warner Vize-Präsident des Fußball-Kontinentalverbandes CONCACAF und damit Mitglied des FIFA-Exekutivkomitees. 1990 wurde er zum Präsidenten der CONCACAF gewählt. Warner und der neue CONCACAF Generalsekretär Chuck Blazer schafften es innerhalb von ein paar Jahren den Jahresumsatz des Verbandes von 140.000 US-Dollar auf über 40 Millionen US-Dollar zu erhöhen. 1997 wurde Warner zum FIFA-Vizepräsidenten ernannt.
1996 gründete er den Fußballklub Joe Public FC, dessen Vorsitz er bis heute innehat. Außerdem war er an der Entstehung der TT Pro League, der höchsten Spielklasse in Trinidad und Tobago, beteiligt.
1998 kaufte Warner das Scarlet Ibis Hotel in Saint Augustine für 6 Millionen Trinidad-und-Tobago-Dollar. Dieses wurde renoviert und unter dem Namen Emerald Apartments and Plaza wiedereröffnet. Warners Sohn Daryl übernahm die Leitung des Hotels. Auch das Kantak Plaza in Arouca gehört Jack Warner. Die Verwaltungsgebäude der TTFF und CONCACAF in Trinidad und Tobago gehören auch Warner. Des Weiteren ist er an Investitionen in Costa Rica und den USA beteiligt.
Nach dem Freundschaftsspiel am 30. Mai 2004 zwischen Trinidad und Tobago und Schottland in Edinburgh bat Warner den SFA-Präsidenten John McBeth, den Scheck für die anteiligen Einnahmen aus dem Spiel auf ihn persönlich auszustellen anstatt auf den Fußballverband von Trinidad und Tobago. McBeth verweigerte die Ausstellung des Schecks. Warner versuchte daraufhin, bei mehreren anderen Mitgliedern des SFA, Geld für das Spiel zu bekommen.

### Ermittlungen wegen Korruption
Warner wurde von der BBC-Sendung Panorama beschuldigt, wiederholt seine Position beim Fußballverband zu seinem eigenen finanziellen Vorteil genutzt zu haben. Ernst & Young schätzen, dass er und seine Familie wenigstens 1 Million US-Dollar Profit aus dem Wiederverkauf von Tickets für die Fußball-Weltmeisterschaft 2006 gemacht haben, welche Warner geordert hat.
Ende Mai 2011 mussten sich Warner und Mohamed bin Hammam wegen Bestechungsvorwürfen vor der Ethik-Kommission des Weltverbandes verantworten. Warner stand im Verdacht, den Ethik-Code der FIFA verletzt zu haben; er und bin Hammam wurden vorläufig suspendiert. Sie sollen gegen den Ethikcode der FIFA verstoßen haben, indem sie beim Treffen der Karibischen Fußball-Union versucht haben sollen, für die Wahl bin Hammams zum FIFA-Präsidenten Stimmen zu kaufen. Im Juni 2011 ist Warner von seinem Ämtern im Weltverband zurückgetreten.
Im Mai 2015 wurde Warner vor einem Bundesgericht in New York City wegen mehrerer Delikte angeklagt, unter anderem Betrug und Geldwäsche. Wenige Tage später stellte Warner sich der Polizei in seinem Heimatland. Er wurde verhaftet und einem Richter vorgeführt, der ihn nach einer Anklage wegen Korruption in acht Fällen in Haft nehmen ließ. Warner wurde Haftverschonung gegen eine Kaution von 2,5 Millionen Trinidad-und-Tobago-Dollar gewährt, er musste zudem seinen Pass abgeben und sich zweimal wöchentlich bei der Polizei melden. Er machte keine Angaben zu den Vorwürfen und sollte eine Nacht in Haft verbringen. Warner klagte dann allerdings über „Erschöpfung“ und wurde in ein Krankenhaus gebracht, das er kurze Zeit später wieder verließ. Er wurde danach tanzend auf einer Veranstaltung der Independent Liberal Party gesehen. Am 3. Juni nannte Interpol ihn zusammen mit einem weiteren FIFA-Funktionär und vier hochrangigen Mitarbeitern der FIFA in einer Red Notice, um die Behörden auf einen anstehenden Auslieferungsantrag der USA aufmerksam zu machen und um entsprechende Mithilfe zu ersuchen. Der Generalstaatsanwalt von Trinidad und Tobago Faris Al Rawi fertigte am 21. September Papiere aus, die einen Fortgang des Auslieferungsverfahrens ermöglichen. Die Anwälte Warners hatten zuvor argumentiert, dass das Verfahren einzustellen sei, da eine ursprünglich für den 16. September gesetzte Frist verstrichen sei. Al Rawi hatte das Amt am 9. September übernommen und am 16. September den Gerichtsbehörden mitgeteilt, dass er mehr Zeit brauche, um sich in den Fall einzuarbeiten. Vertreter des Staates sagten, da die Papiere nun unterschrieben seien, könne der Fall weiter verhandelt werden. Ein Gericht in Port of Spain bestätigte diese Haltung am 25. September und setzte das Auslieferungsverfahren für den 2. Dezember 2015 an. Warner legte Berufung ein. Das Verfahren zog sich bis September 2017 hin und endete mit dem Verwerfen der Berufung durch den High Court. Warner wandte sich an das Appellationsgericht. Dieses bestätigte im Juni 2019 das Urteil der Vorinstanz. Im Januar 2020 wandte sich Warner an den Privy Council, ein Beratergremium der Regierung.
Jack Warner wurde mit Wirkung vom 25. September 2015 von der FIFA auf der Grundlage einer Untersuchung der Ethikkommission zur Vergabe der Weltmeisterschaften 2018 und 2022 lebenslang gesperrt. Er darf demnach keine Tätigkeit im Zusammenhang mit Fußball ausüben. Die Ethikkommission war der Ansicht, das Warner „ein Drahtzieher von Systemen, die die Gewährung, Annahme und den Empfang verdeckter und illegaler Zahlungen beinhalteten, sowie anderer Systeme zur Bereicherung“ war. Die Sperre wurde auf der Grundlage der Art. 13 (Allgemeine Verhaltensregeln), Art. 15 (Loyalität), Art. 18 (Anzeige- sowie Mitwirkungs- und Rechenschaftspflicht), Art. 19 (Interessenkonflikte), Art. 20 (Annahme und Gewährung von Geschenken und sonstigen Vorteilen) und Art. 41 (Mitwirkungspflichten der Parteien) des FIFA-Ethikreglements verhängt.
Im Juli 2019 wurde Warner von einem New Yorker Bundesrichter nach Klage des CONCACAFs wegen der Annahme von Schmiergeldern in Zusammenhang mit der Vergabe von TV-Rechten zu einer Strafe von 79 Millionen US-Dollar verurteilt.

### Politische Karriere
Im Oktober 2007 wurde Jack Warner vom United National Congress, einer der zwei größten Parteien in Trinidad und Tobago, zum Vorsitzenden ernannt. Er wurde als eine der führenden Persönlichkeiten der Partei für die Landeswahlen 2007 positioniert. Die Partei erhielt nach der Wahl 15 der 41 Sitze im Repräsentantenhaus. Warner wurde darauf Mitglied des Parlaments für Chaguanas West.
2010 wurden erneut Wahlen durchgeführt, da der damalige Premierminister Patrick Manning das Parlament vorzeitig aufgelöst und Neuwahlen ausgerufen hatte. Der UNC erhielt dabei, zusammen mit seinem Koalitionspartner COP, 29 der 41 Sitze im Repräsentantenhaus. Warner wurde in Chaguanas West mit der höchsten Wahlquote im ganzen Land wiedergewählt. Nach der Wahl wurde Warner zum Minister für Arbeit und Verkehr ernannt. Im Jahre 2012 wechselte er in das Amt als 'Minister für Nationale Sicherheit'.
Im April 2013 musste Warner als Minister für Nationale Sicherheit zurücktreten. Es kam zum Bruch mit der UNC. Warner legte seinen Parlamentssitz nieder, verließ den UNC und gründete eine neue Partei namens 'Independent Liberal Party' (ILP). Warner bewarb sich bei den nötig gewordenen Nachwahlen im Wahlkreis Chaguanas West im Juli 2013 erneut erfolgreich um einen Sitz im Parlament.
Im Juli 2015 enthüllte der Trinidad Express, dass von einem Konto des Bezirks Chaguanas West ca. 70.000 Euro auf ein privates Konto Warners umgeleitet wurden. Bei den Parlamentswahlen im September 2015 verlor Warner seinen Sitz im Parlament mit einer deutlichen Mehrheit für seinen Gegenkandidaten im Wahlkreis Chaguanas East.
Im Juli 2020 kündigte Warner an, bei den Parlamentswahlen im August für die ILP zu kandidieren. Nachdem er seinen Wahlkreis nicht gewinnen konnte, verkündete er seinen Rückzug aus der Politik.

## Kontroversen

### Boni für die WM 2006
Vor der FIFA WM 2006 war Warner als Berater für den Fußballverband von Trinidad und Tobago tätig. Im Zuge seiner Tätigkeit für den Verband handelte er eine Vereinbarung zwischen dem Fußballverband und den Spielern von Trinidad und Tobago aus, um die Einnahmen zu teilen. Nach der WM 2006 gab der Verband an, er habe 18,25 Mio. TT$ eingenommen und 17,9 Mio. TT$ ausgegeben; er bot jedem Spieler einen Anteil des Einnahmenüberschusses in Höhe von 5.644,08 TT$ an. Die Spieler lehnten das Angebot wegen der zweifelhaften Zahlen des Verbandes ab, woraufhin Warner die Spieler als „gierig“ bezeichnete. Shaka Hislop, der Übergangspräsident der Spielervereinigung von Trinidad und Tobago, antwortete Warner in einem Brief, dieser sei „stark beeinflusst“ und habe eine vorgefertigte Meinung zu der Sache.
Die Regierung von Trinidad und Tobago enthüllte später, dass der Verband insgesamt geschätzte Einnahmen von 173 Mio. TT$ verzeichnete. Der Fußballverband schlug vor, den Disput dem UK Sports Dispute Resolution Panel vorzutragen, was die Spieler akzeptierten. Kronanwalt Ian Mill, der den Fall bearbeitete, entschied, dass die Spieler 50 % der Einnahmen der WM- sowie der WM-Vorbereitungsspiele erhalten sollen. Michael Townley, der Anwalt der Spieler, beklagte jedoch, dass die Spieler bis heute keinen einzigen Cent gesehen hätten.

### Umleitung von Spendengeldern
2010 soll Warner 750.000 US-Dollar, die die FIFA und der Koreanische Fußballverband für die Opfer des Erdbebens von Haiti gespendet hatten auf ein von ihm allein kontrolliertes Konto eingezahlt haben. Dieser Vorgang wurde aber erst 2012 bekannt. Warner bestritt die Vorwürfe und nannte sie eine Verschwörung. Im Rahmen der Ermittlung der US-Justizbehörden in Korruption bei der FIFA wurde der Vorgang erneut in die Ermittlungen aufgenommen. Warner bestreitet dabei nach wie vor, das Geld missbraucht zu haben.

### WM-Vergabe an Katar
Im März 2014 wurden Korruptionsvorwürfe gegen Warner in Bezug auf die Vergabe der Fußball-Weltmeisterschaft 2022 an Katar veröffentlicht. Die britische Zeitung Daily Telegraph schrieb, Einsicht in Dokumente zu haben, die belegen, dass Jack Warner und seine Familie wenige Tage nach der Wahl Katars zum WM-Gastgeber 2022 knapp 1,5 Millionen Euro aus Katar von einer Firma des damaligen Fußballfunktionärs und Vertrauten des Emirs von Katar, Mohamed bin Hammam, erhalten haben. Das FBI ermittele seit Jahren gegen Warner; sein Sohn Daryan stehe seit 2012 an seinem Wohnort in Florida unter Hausarrest.

### Verkauf von Fernsehrechten
Das Schweizer Fernsehen SRF konnte einen Vertrag an die Öffentlichkeit bringen, in dem die Caribbean Football Union, die von Warner kontrolliert wurde, die Fernsehrechte für die Weltmeisterschaften 2010 und 2014 im Jahr 2005 für 600.000 US-Dollar erwarb. Warner vergab die Lizenz dann weiter an die ihm gehörende J & D International (JDI) auf den Cayman-Inseln, die ihrerseits die Rechte 2007 für eine Summe von 18 bis 20 Millionen US-Dollar an die jamaikanische Kabelfernsehgesellschaft SportsMax verkaufte, wie weitere journalistische Recherchen ergaben. Warner selbst bestreitet nicht, die Fernsehrechte erst erworben und dann weiterverkauft zu haben, doch behauptet er, dass er den Gewinn daraus in die Entwicklung des Sports in der Karibik investiert habe. Der vom Schweizer Fernsehen entdeckte Vertrag erhöht den Druck auf Sepp Blatter, der dem Verkauf der Rechte an Warner zugestimmt hatte, wie seine Unterschrift unter dem Vertrag dokumentiert. In einer Ausweitung ihrer Ermittlungen gegen die FIFA nannte die Schweizer Bundesanwaltschaft den Vertrag eine Verletzung der Pflichten Blatters, da die Rechte unter Marktwert verkauft worden seien. Blatters US-amerikanischer Anwalt bestreitet diesen Vorwurf und besteht darauf, dass der Vertrag ordnungsgemäß vorbereitet und ausgehandelt worden sei.